# Těšovice (Prachaticei járás)
Těšovice település Csehországban, a Prachaticei járásban. Těšovice Husinec, Prachatice, Žernovice, Vitějovice, Budkov és Strunkovice nad Blanicí településekkel határos. Lakosainak száma 318 fő (2024. január 1.).

## Népesség
A település lakosságának változását az alábbi diagram mutatja:
| Lakosok száma | 612  | 564  | 602  | 381  | 323  | 268  | 294  | 311  | 311  | 318  |
|               | 1869 | 1890 | 1921 | 1950 | 1980 | 2001 | 2017 | 2019 | 2022 | 2024 |